# Los Muertos de Cristo
Los Muertos de Cristo (LMDC) fue una banda de punk nacida en Utrera, Sevilla (España) en 1989, de ideología anarquista. Tras muchos conciertos a sus espaldas anunciaron su disolución en el BaituRock del año 2006. Si bien publicaron su último disco (Rapsodia Libertaria vol. 3) el 9 de noviembre del año 2009, antes de su retirada definitiva tras hacer una última gira. Algunos de sus componentes posteriormente crearon el grupo El Noi del Sucre.

## Trayectoria
El grupo se creó en 1989 y dieron su primer concierto un año más tarde en su localidad natal, Utrera. El concierto fue suspendido cuando el grupo había interpretado sólo cinco canciones, porque el público, entusiasmado, comenzó a bailar un baile punk que la organización del concierto tomó como una pelea. Además, el cantante Lorenzo Morales se lanzó desde el escenario espontáneamente y cuando intentó volver a subir los guardias de seguridad se lo impidieron, creyendo que era un componente del público, con lo cual el grupo se quedó sin cantante. Tras este duro comienzo gastaron la mitad del dinero ganado en un vehículo para el transporte y una batería en condiciones, y con el resto grabaron su maqueta de tan sólo cinco canciones porque no pudieron pagar lo suficiente para incluir más. En 1994 comenzaron a grabar su primer disco, "A las barricadas", que no vio la luz hasta el año siguiente por problemas económicos de la discográfica. Ese mismo año comenzaron a sacar su nuevo disco, "Cualquier noche puede salir el sol", que comenzó a venderse en 1996.
La discográfica no había recuperado el dinero invertido en el primer disco y el grupo tuvo que pedir un préstamo para poder pagar el segundo. Para evitar que estos problemas se repitieran, crearon su propio sello llamado "Producciones Cualquier Noche", y así en 1997 salió a la luz el disco "Los Olvidados", su primer disco autogestionado. No obstante, aquel experimento no siguió funcionando por problemas laborales (los miembros del grupo no podían tener a la vez su trabajo normal y el de la discográfica), así que su siguiente disco lo publicaron bajo el sello "Potencial Hardcore" en 1999: el disco se tituló "Los pobres no tienen patria". A principios de 2002 sacaron un doble cd en directo llamado "Bienvenidos al infierno". Más tarde realizaron una gira por toda España y algunas ciudades de México.
En 2003 crearon un nuevo sello propio, llamado "Odisea Records". Bajo él, publicaron el disco "La gran estafa del Rock 'n' Roll", que en la canción `` la gran estafa del rock and roll´´ trata sobre una banda que vendió todo a una empresa multinacional llamada sony y además este disco relataba la historia del grupo y venía acompañado de un cómic. El sello funcionaba bien y pusieron en marcha su proyecto más ambicioso, llamado "Rapsodia libertaria": tendría tres partes, cada uno acompañado de un libro informativo acerca del movimiento libertario. Hasta ahora han sacado a la luz los volúmenes 1, 2 y 3 en 2004, 2007 y 2009 respectivamente.
El 22 de julio de 2006, en el festival de rock llamado BaituRock anunciaron su disolución, tras lo cual realizaron una gira de despedida por varios lugares de España, que posteriormente se fue ampliando hasta durar casi dos años, incluyendo festivales como el Lumbreras Rock o el Extremúsika. Sus últimos conciertos en España fueron en la sala El Grito de Madrid, los días 9, 10, 17 y 31 de mayo. Posteriormente hicieron una gira de despedida por Latinoamérica, donde dieron sus últimos conciertos. El día 28 de junio tocaron por última vez en el Court Central del Estadio Nacional de Chile.
Todo el material del grupo fue cedido a la Fundación Anselmo Lorenzo, organismo cultural de la anarcosindical Confederación Nacional del Trabajo, en la que militan sus miembros.
Tras la finalización de este proyecto, el cantante, Lorenzo Morales, se ha involucrado en el grupo El Noi del Sucre, realizando su presentación en el festival Extremúsika.

## Particularidades
El nombre se debe al pensamiento  ateo de sus integrantes en conmemoración de todas las personas asesinadas en nombre de Dios, además también se eligió para poner contra las cuerdas la (según ellos) falsa libertad de expresión que hay en España y demostrar la censura existente, cosa que lograron ya que por culpa del nombre tuvieron innumerables problemas en sus primeros años, tales como pérdida de contratos ya firmados, dificultades para encontrar un lugar donde tocar o carteles arrancados de la calle.
La banda se caracteriza por sus letras altamente politizadas. Lorenzo Morales, cantante de la banda y motor de la misma, a la hora de realizar las actuaciones en vivo suele acompañar su actuación con diferentes disfraces que utiliza (aunque siempre llevando un antifaz pintado) como parodia y para dar más realismo a las letras que está interpretando.
Exceptuando los álbumes "A las barricadas", "Cualquier noche puede salir el sol" y "Los pobres no tienen patria", todos sus discos han sido autogestionados. La mayoría contienen libretos informativos, a excepción de La Gran Estafa del Rock'n'Roll, que dispone de un libro cómic y la obra Rapsodia libertaria (volumen I y II) que está formada por libros que suman unas 400 páginas. Está previsto que Rapsodia libertaria volumen III también tenga su correspondiente libro.
Los Muertos de Cristo han protagonizado numerosos hechos polémicos. Uno de ellos tuvo lugar durante uno de sus primeros conciertos, la 5ª Muestra de Rock de Utrera, organizada por el Área de Juventud y el Ayuntamiento utrerano, quienes dijeron al grupo que con dicho nombre no podían actuar, que tenían que cambiarlo o abreviarlo a las siglas M.C. Inicialmente el grupo pensó en no tocar, pero finalmente acordaron abreviar el nombre y éste fue incluido en el cartel. Al mismo tiempo, el grupo elaboró carteles alternativos, con el nombre "Los Muertos de Cristo" bien grande y legible, junto a un letrero que rezaba: "Por la libertad de expresión". La noche anterior al concierto se dedicaron a pegarlos por toda utrera y los pueblos de los alrededores, y así al día siguiente aparecieron todos los carteles del concierto con el nombre completo del grupo, frustrando los deseos de la organización de censurar el nombre del grupo.
Aunque quizá el hecho más polémico y conocido protagonizado por el grupo fue el discurso que lanzaron al público durante su actuación en el Derrame Rock 2003, en el que criticaron al festival por no pagar lo necesario a los grupos menos conocidos, llegando a crearse situaciones en las que dichos grupos perdían dinero por tocar en el festival. El discurso puede verse aquí, y la transcripción es la siguiente:

Hoy estamos aquí en la octava edición del Derrame Rock. Octava edición. Eso significa que este macrofestival funciona muy bien económicamente. Mucha gente nos pregunta por qué Los Muertos de Cristo no están en estos festivales, y por eso estamos hoy aquí, para deciros por qué no estamos en algunos de estos festivales. Vosotros, el público, venís de todos los rincones, con vuestros ahorros, y pagáis dignamente vuestra entrada, evidentemente para ver a los grupos que están en el cartel. Los grupos se parten la cara en los locales de ensayo, en la carretera, trabajando muy duro para venir hasta aquí y tocaros con el corazón. 

Pero la organización no sólo se quiere llevar la parte económica correspondiente al trabajo que ejerce, no, ¡se lo quiere llevar todo! ¡Y digo esto porque lo que no podemos consentir es que muchos de los grupos que están en el cartel tengan que pagar para poder actuar aquí! Los que organizan, cuando les entrevistan, se pavonean, y dicen que cada año venden más entradas. Y dicen que estos festivales los hacen por el bien del rock 'n' roll. Y yo les digo que flaco favor se le hace al rock 'n' roll cuando muchos grupos tienen que pagar por actuar. Lo mismo dentro de un tiempo esos grupos ya no interesan y rellenan el cartel con los niños de Operación Triunfo, ¡porque aquí lo único que les importa es el dinero!
Desde aquí le quiero decir a la organización que vosotros y nosotros no somos mercancía que se compra y se vende, que somos personas, que somos seres humanos, que somos trabajadores, y no vamos a consentir que se nos explote y se nos robe. A partir de hoy nos podéis poner en listas negras, podéis hacernos el boicot, pero prefiero no tocar antes que pasar por el aro de vuestra mafia musical. Para terminar, queremos dedicar esta canción a todos vosotros, a los que pagáis la entrada; a los grupos, que creen en lo que están haciendo; a los técnicos y montadores de sonidos y luces, que trabajan muy duro, y también son parte del espectáculo; a los de las barras de bebida, que nos quitan la sed; en definitiva, a todas las personas que tienen que alquilar sus manos para ganarse un mísero jornal. 

El título original de esta canción es "La Gran Estafa Del Rock 'n' Roll", pero hoy la vamos a titular: ¡La gran estafa del Derrame Rock!

Tras la canción que interpretaron después de la charla, dieron otro discurso menos conocido, esta vez hablando de la criminalización sufrida por los grupos de rock vascos Soziedad Alkoholika y Su Ta Gar por parte de la prensa y la AVT. El discurso puede escucharse aquí.

## Miembros
- Lorenzo Morales "El Noi": Voz
- Antón Tochi: Guitarra solista
- Jesus Mosteiro "Mosti": Guitarra y coros
- Ignacio Gallego "Chino": Bajo y coros
- Manuel Borrego "Lolo": Batería

## Discografía
- Punk's not Dead´91 (1991). Maqueta.
- A Las Barricadas (1995)
- Cualquier Noche Puede Salir El Sol (1996)
- Los Olvidados (1997)
- Los Pobres No Tienen Patria (1999)
- Bienvenidos al Infierno (2001). Doble cd, Grabado en Directo.
- Rapsodia Libertaria. Volumen I (2004).
- Rapsodia Libertaria. Volumen II (2007).
- Rapsodia Libertaria. Volumen III - Doble CD (2009). Salió a la venta el lunes 9 de noviembre de 2009.

## Libros y DVD
- Trece años después, y esto no es un cuento de Hadas - Novela gráfica sobre anécdotas del grupo durante sus viajes y actuaciones + La Gran Estafa Del Rock 'n' Roll (2003). Recopilatorio de la historia de la banda a través de conciertos y maquetas.
- Ladran, Luego Cabalgamos - Doble DVD (2006).
- Los Muertos de cristo en imágenes - película-documental -DVD. 132 minutos, donde se incluye el cortometraje "Cualquier noche puede salir el sol"(2010).